# 陸心源

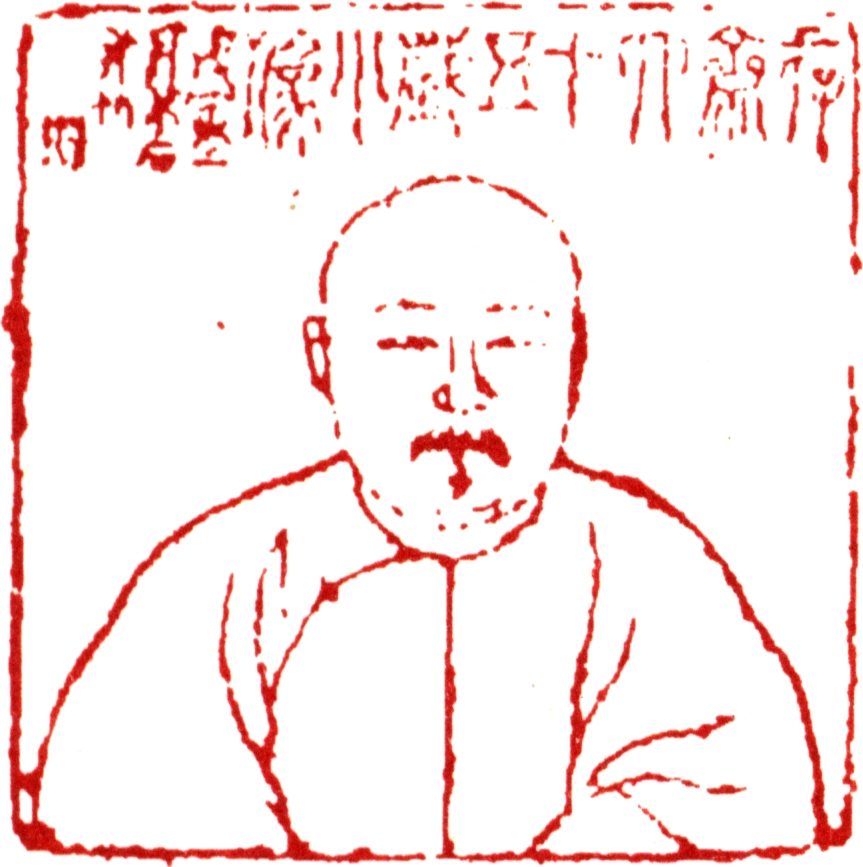
四十五岁小像

陸心源（1838年—1894年），字剛甫、剛父，號存齋，晚號潛園老人，歸安（今浙江湖州）人，清代四大藏書家之一，著有《潜园总集》940多卷。

## 生平
早年師從万青藜、吴式芳、张锡庚，读书过目不忘，精于郑、许之学。咸豐九年（1859年）舉人，随总督刘长佑赴直隶镇压太平军，同治四年（1865年），任广东南韶兵备道，同治六年调高廉道。官至福建鹽運使，多次勦平土匪。以盐务损耗罪名参奏，终被削去官职。
辭官後在歸安城東蓮花莊旁辟建「潛園」。園中有「四梅精舍」、「五石草堂」等16景。富收藏，築「皕宋樓」、「十萬卷樓」、「守先閣」三樓藏書，藏書達15萬多卷，同治年間掇拾遺文成《唐文拾遺》72卷、《唐文續拾》16卷。常与同乡姚宗堪、戴望、施补华、俞劲叔、王竹侣、凌霞研习学问，有“苕上七才子”之称。
光绪十四年（1888），他应国子监的请求曾捐献书150多种、2400多卷，因此收到御赐“圣旨碑”一座，现藏于潛園内。
陸心源精於金石之學，著述等身，光緒十二年（1886年）著有《金石錄補》、光緒十八年（1892年）《穰梨館過眼錄》成書，另輯有《皕宋樓藏印》、《千甓亭古專圖釋》等書。光绪十九年（1893年），帝褒奖“著作甚多，学问甚好”。回鄉時经天津时染疾，次年卒于湖州。

## 家庭
1906年陸心源之子陸樹藩經商失敗，將大量藏書賣給日本岩崎氏静嘉堂文庫。
曾孫陸增鏞和陸增祺爵士是香港實業家，亞非紡織集團創辦人之一。